# 데자뷔 II: 로스트 인 라스베이거스
《데자뷔 II: 로스트 인 라스베이거스》(Déjà Vu II: Lost in Las Vegas)는 ICOM 시뮬레이션스가 제작한 포인트 앤 클릭 어드벤처 게임이다. 1985년에 발매됐던 《데자뷔》의 후속작으로, ICOM이 개발한 맥벤처 시리즈 마지막 작품이다. 이번 게임의 무대는 1940년대 라스베이거스로, 전작에서 혐의를 벗은 에이스 하딩이 이번에는 마피아들로부터 사라진 거액의 돈을 찾으라는 강제적인 요구를 받고 다시금 추리극에 나서는 이야기이다.
1988년 매킨토시로 처음 발매된 후 애플 IIGS, 아타리 ST 등을 포함한 컴퓨터 기종으로 출시됐다. 1990년대 초 맥벤처 게임들을 이식한 일본 회사 켐코가 다시 패밀리 컴퓨터판 제작을 발표했으나 알 수 없는 이유로 취소됐다. 대신 1999년 전작과 같이 묶인 합본 《데자뷔 I & II》를 게임보이 컬러로 개발해 출시됐다.

## 반응
매킨토시판을 플레이한 컴퓨터 게이밍 월드에선 불편한 인터페이스를 근거로 부정적인 평가를 내렸다.

## 같이 보기
- 《데자뷔》